# Bishopsbourne
Bishopsbourne, wieś w Wielkiej Brytanii, w Anglii, w regionie South East England, w hrabstwie Kent.
W 1924 w Bishopsbourne zmarł Joseph Conrad.